# イツンビアラEC
イツンビアラEC (ポルトガル語: Itumbiara Esporte Clube) は、ブラジル・ゴイアス州イツンビアラを本拠地とするサッカークラブである。

## 歴史
イトゥンビアラECは1970年3月9日に創設された。
1979年、1979 カンピオナート・ブラジレイロ・セリエAに参戦し、64位となる。
2008年、カンピオナート・ゴイアーノ(ゴイアス州選手権)に初優勝した。決勝ではゴイアスを1-0、3-0で破った。

## タイトル
- カンピオナート・ゴイアーノ : 1回
  - 2008

## 歴代所属選手
- トゥーリオ・マラヴィーリャ 2009
- デニウソン 2009
- ベット 2007
- マルシオ・リシャルデス 2003
- リンス 2012